# Erich Aberger
Erich Aberger   (Berlín, 25 d'agost de 1892 - 29 de desembre de 1941) fou un ciclista alemany, professional des del 1910 fins al 1923. Juntament amb Jean Rosellen i Karl Wittig, fou un dels millors ciclistes alemanys de les primeres dècades del segle xx.
Després del final de la seva carrera ciclista activa, Erich Aberger va obrir inicialment una botiga de bicicletes a Berlín-Neukölln i es va convertir en director de carrera de les plantes Victòria. Més tard es va convertir en cap de departament de l'empresa Scheeren, productor de rims. Va ser enterrat al cementiri de Luisenstadt, Berlín.

## Palmarès
Palmarès d'Erich Aberger.
- 1911
  - 1r a la Berlín-Leipzig-Berlín
  - Vencedor de 2 etapes a la Volta a Alemanya
- 1912
  - 1r al Rund um Berlin
  - 1r a la Berlín-Leipzig-Berlín
- 1913
  - 1r a la Berlín-Leipzig-Berlín
  - 1r al Rund um die Hainleite
- 1914
  - 1r al Rund um die Hainleite
- 1918
  - 1r a la Berlín-Cottbus-Berlín
- 1921
  - 1r al Rund um Berlin
  - 1r a la Berlín-Leipzig-Berlín
- 1923
  - 1r al Rund um Berlin